# Stephen A. Kent

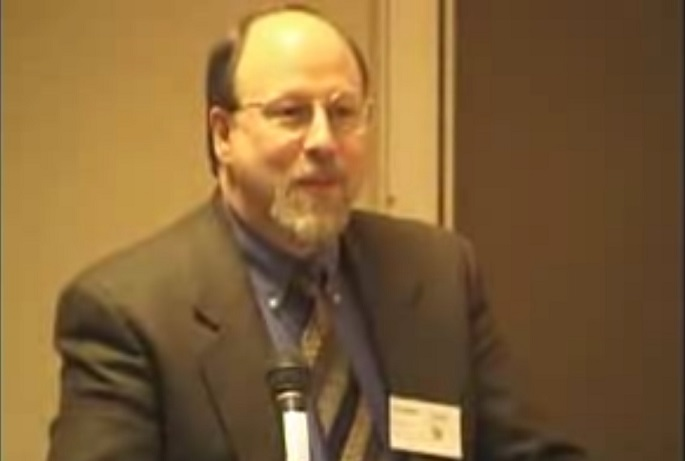
Stephen A. Kent (2000)

Stephen Alan Kent (* 1951 oder 1952) ist ein an der University of Alberta lehrender Soziologe und Religionswissenschaftler. Seine Forschungsschwerpunkte sind neue religiöse Bewegungen und Devianz. Seit 1996 ist er ein Forscher und Kritiker der Scientology-Kirche. 1997 berichtet er vor deutschen Regierungsbeamten über die Scientology-Bewegung. Dafür wird er im Juni 1998 in der Zeitung „The Globe and Mail“ von den Scientologen angegriffen.

## Kritik
Devianz wird in der Sozialwissenschaft nicht klar definiert und ist daher subjektiv. Eine angebliche Abweichung von gesellschaftlichen Normen ist daher zu hinterfragen. Wer bestimmt die Normen?
Gehirnwäsche im Rehabilitationsprojekt Force wird etwas leichtfertig proklamiert. Eileen Barker nimmt in vielen Publikationen hier eine klare Haltung zu Gehirnwäsche und den sogenannten Kult Beobachtern ein.

## Bücher
- From Slogans to Mantras: Social Protest and Religious Conversion in the Late Vietnam Era. Syracuse University Press, 2001, ISBN 0-8156-2948-6 (englisch).
- Stephen A. Kent, Susan Raine: Scientology in Popular Culture, Influences and Struggles for Legitimacy. ABC-CLIO, 2017, ISBN 978-1-4408-3250-5 (englisch, 373 S.).